# Tanypus telus
Tanypus telus är en tvåvingeart som beskrevs av Roback 1971. Tanypus telus ingår i släktet Tanypus och familjen fjädermyggor.
Artens utbredningsområde är Florida. Inga underarter finns listade i Catalogue of Life.